# Contea di Guangning
La contea di Guangning è una contea della Cina che si trova nel Guangdong, sotto l'amministrazione diretta della città di Zhaoqing. Essa ricopre una superficie di circa 2.380 chilometri quadrati ed ospita una popolazione di circa 550.000 abitanti.

## Collegamenti esterni

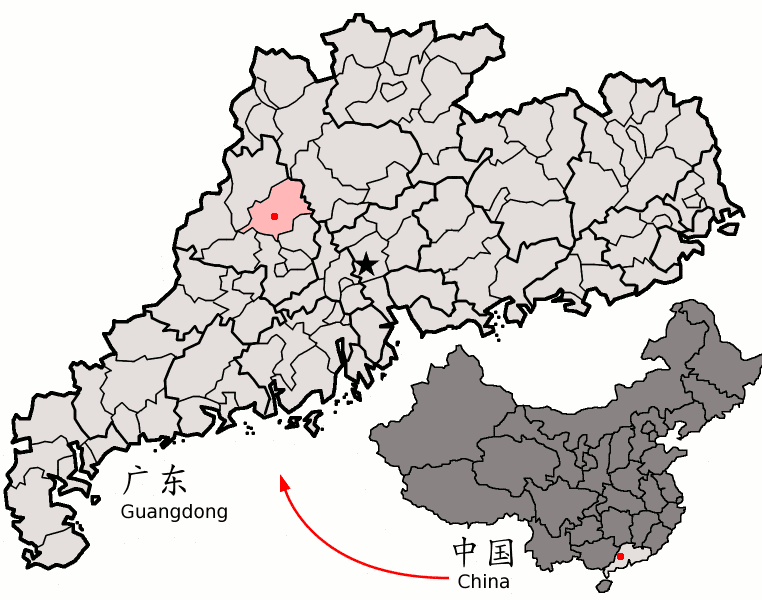